# Cheminées d'usine d'Aubin
Les cheminées d'usine d'Aubin sont deux cheminées situées à Aubin, en France, dans le département de l'Aveyron.

## Description
Ces deux cheminées de forge furent construites en 1847 par la Compagnie des forges et fonderies d'Aubin.

## Localisation
Les cheminées sont situées sur la commune d'Aubin, dans le département français de l'Aveyron.

## Historique
L'édifice est inscrit au titre des monuments historiques en 2008.